# Pseudoneureclipsis amon
Pseudoneureclipsis amon är en nattsländeart som beskrevs av Malicky och Chantaramongkol 1993. Pseudoneureclipsis amon ingår i släktet Pseudoneureclipsis och familjen fångstnätnattsländor. Inga underarter finns listade i Catalogue of Life.